# ムーサ

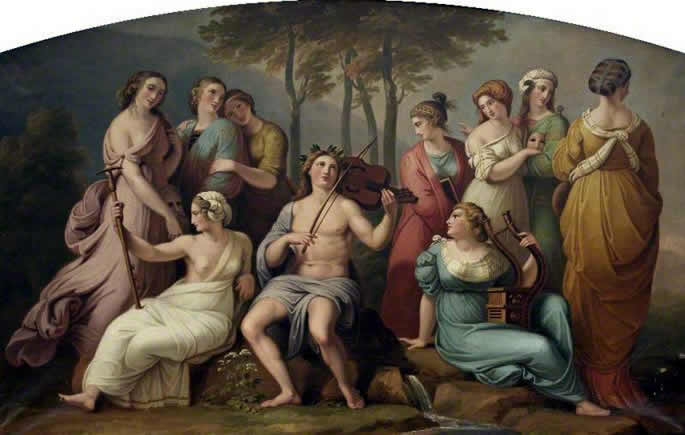
『パルナッソス山にあるアポローンとムーサたち』 (サミュエル・ウッドフォード作、1804年）

ムーサ（古代ギリシア語: Μοῦσα、古代ギリシア語ラテン翻字: Moũsa、ラテン語: Musa）またはムサは、技芸・文芸・学術・音楽・舞踏などを司るギリシア神話の女神。
ムーサが司る技芸は古代ギリシア語でムーシケー（古希: μουσική、古代ギリシア語ラテン翻字: mousikḗ）と言い、そこに含まれているのは科学的音楽理論に関連する芸術全般・さまざまなリズムによる時間芸術（音芸術・詩の朗誦の芸術・舞踊など）・総合芸術である。ムーシケー（技芸）は、英語のミュージック（music）の語源。
「ムーサ」の複数形はムーサイ（Moũsai, 古希: Μοῦσαι、羅: Musae）。英語・フランス語のミューズ (英語・フランス語単数形: Muse、フランス語複数形 Muses) やミューゼス (英語複数形: Muses) としても知られる。ドイツ語ではムーズ (Muse)、イタリア語ではムーザ (Musa) などとなる。
ムーサたちはパルナッソス山に住むとされており、またヘリコーン山との関係が深い。ヘリコーン山にあるアガニッペーの泉とヒッポクレーネーの泉を主宰する場合にローマ神話の泉の女神「カメーナエ」と同一視された（詳しくはペーガソスを参照のこと）。ムーサたちを主宰するのは芸術の神・アポローン（「アポローン・ムーサゲテース (Apollon Mousagetēs)」という別名を持つ）である。しばしば叙事詩の冒頭でムーサたちに対する呼びかけ（インヴォケイション）が行われる。なお『ホメーロス風讃歌』にはムーサたちに捧げる詩がある。

## ムーサたちの一覧
ヘーシオドスの『神統記』によれば、大神ゼウスとムネーモシュネーの娘で9柱いるとされており、「黄金のリボンをつけたムーサたち」と形容することがある。別伝ではハルモニアーの娘とする説や、ウーラノスとガイアの娘とする説もある。ピーエリア王ピーエロスの娘・ピーエリスたち（ピーエリデス）とも同一視された。
古くはその人数は定まっておらず、ヘリコーン山で崇められた最初のムーサたちではウーラノスとガイアの娘であるアオイデー（歌唱 (Aoide)）、ムネーメー（記憶 (Mneme)）、メレテー（実践 (Melete)）の3柱、それをムネーメーを除くテルクシノエー（魅惑 (Thelxinoe)）とアルケー（始源 (Arche)）を加えたゼウスとネダーの娘である4柱、レスボス島とシシリア島ではネイロー（Neilo）、トリトーネ（Tritone）、アソポー（Asopo）、ヘプタポラー（Heptapora）、アケロイース（Achelois）、ティポプロー（Tipoplo）、ローディア（Rhodia）の7柱とされていたが、ヘーシオドスによって9柱にまとめられた。その他、シキュオーンやデルポイではネテー（Nete）、メセー（Mese）、ヒュパテー（Hypate）の3柱で、竪琴の3本の弦の化身であった。また、アポローンの娘であるケフィソー（Kephiso）、アポローニス（Apollonis）、ボリュステーニス（Borysthenis）の3柱とする説もある。   

### アルクマーンによる3柱
アルクマーンによると、ウーラノスとガイアの娘。主に詩歌の形式と技巧を司る。
| ムーサ     | el     | la     | 名前の意味 |
| ---------- | ------ | ------ | ---------- |
| アオイデー | Αοιδή  | Aoide  | 歌唱       |
| ムネーメー | Μνήμη  | Mneme  | 記憶       |
| メレテー   | Μελέτη | Melete | 実践       |

### キケローによる4柱
キケローによると、ゼウスとネダー（またはプルシアー(Plusia)）の娘。主に曲芸の形式と技巧を司る。
| ムーサ         | el       | la        | 名前の意味 |
| -------------- | -------- | --------- | ---------- |
| テルクシノエー | Θελξινόη | Thelxinoe | 魅惑       |
| アオイデー     | Αοιδή    | Aoide     | 歌唱       |
| アルケー       | Αρχή     | Arche     | 始源       |
| メレテー       | Μελέτη   | Melete    | 実践       |

### ヘーシオドスによる九姉妹
9柱それぞれの名前と司る分野、および持ち物は以下の通り。
| ムーサ                                | el          | la           | 分野       | 持ち物                           | 名前の意味   |
| ------------------------------------- | ----------- | ------------ | ---------- | -------------------------------- | ------------ |
| カリオペー （カリオペイア）           | Καλλιόπη    | Calliope     | 叙事詩     | 書板と鉄筆                       | 美声         |
| クレイオー （クリーオー）             | Κλ(ε)ιώ     | Clio         | 歴史       | 巻物または巻物入れ               | 讃美する女   |
| エウテルペー                          | Εὐτέρπη     | Euterpe      | 抒情詩     | 笛                               | 喜ばしい女   |
| タレイア                              | Θάλεια      | Thalia       | 喜劇・牧歌 | 喜劇用の仮面・蔦の冠・羊飼いの杖 | 豊かさ       |
| メルポメネー                          | Μελπομένη   | Melpomene    | 悲劇・挽歌 | 悲劇用の仮面・葡萄の冠・悲劇の靴 | 女性歌手     |
| テルプシコラー                        | Τερψιχόρα   | Terpsichore  | 合唱・舞踊 | 竪琴                             | 踊りの楽しみ |
| エラトー                              | Ἐρατώ       | Erato        | 独唱歌     | 竪琴                             | 愛らしい女   |
| ポリュムニアー （ポリュヒュムニアー） | Πολυ(υ)μνία | Poly(hy)mnia | 讃歌・物語 | -                                | 多くの讃歌   |
| ウーラニアー                          | Οὐρανία     | Urania       | 天文       | 杖・渾天儀・コンパス             | 天上の女     |

当初は特定の分野が割り当てられず、音楽・詩作・言語活動一般を司る知の女神たちであったようだが、古典期を通じてローマ時代の後期には各ムーサがつかさどる学芸の分野が定められ、現在広く知られる形が出来上がった。またツェツェース（Tzetzes, およそ1110年 - 1180年）による著作ではカリコレ （Kallichore）、ヘリケ （ヘリケー、Helike）、エウニケ （エウニーケー、Eunike）、テルクシノエ （テルクシノエー、Thelxinoe）、テルプシコラ （テルプシコラー、Terpsichore）、エウテルペ （エウテルペー、Euterpe）、エウケラデ （Eukelade）、ディア （ディーア、Dia）、エノペ （Enope）といった9柱のムーサが述べられている。
神話には、音楽の競技の場合に登場することが多い。アポローンとマルシュアースの音楽合戦の審判役をつとめたほか、タミュリス、セイレーンたちやピーエリスたちなどが、ムーサたちと歌比べの勝負を挑んだが敗北した神話が残っている。

## 文化への影響
ヨーロッパの多くの言語では、下記のとおり「音楽」を意味する語、また「美術館/博物館」を意味する語がこの名前から派生した。
|               | ラテン語 | イタリア語 | フランス語 | ドイツ語 | 英語   |
| ------------- | -------- | ---------- | ---------- | -------- | ------ |
| 音楽          | Musica   | Musica     | Musique    | Musik    | Music  |
| 美術館/博物館 | Museum   | Museo      | Musée      | Museum   | Museum |

古典古代の学堂であったムセイオンは、もとは文芸の女神ムーサを祀る神殿であったが、後に文芸・学問を研究する場にも使われるようになった。ルネサンス以降に西洋に博物館が成立した際に、ムセイオンの名が復活している。
ルネサンス期以降、ムーサたちにちなんで、Gradus ad Parnassum 『パルナッソスへの階梯』という名の詩学・音楽教本が多く書かれた。ドビュッシーのピアノ組曲「子供の領分」に含まれる第1曲「グラドゥス・アド・パルナッスム博士」は、これにちなんだ題名で、これから始まる組曲の開始曲として配置されている。

## ギャラリー

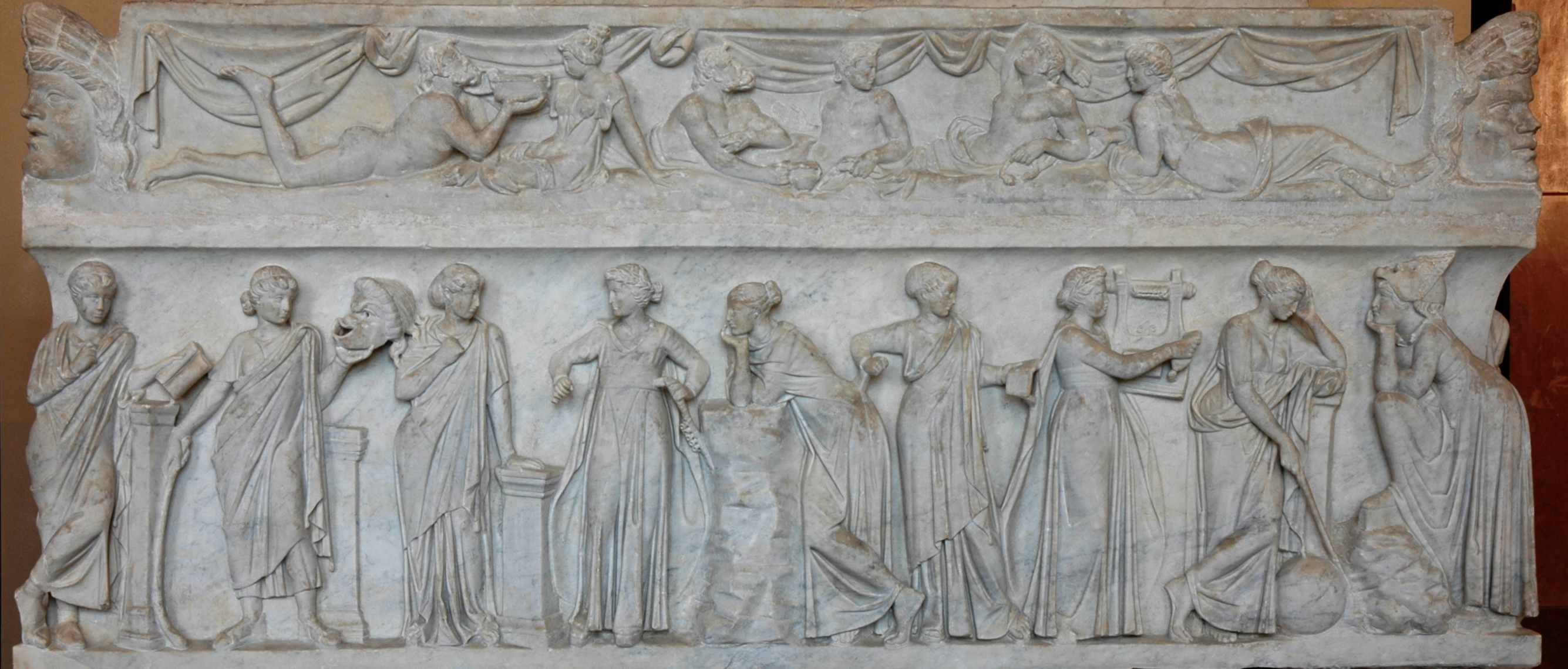
『9人のムーサ』（2世紀ローマのサルコファガスの表面） ルーブル美術館所蔵
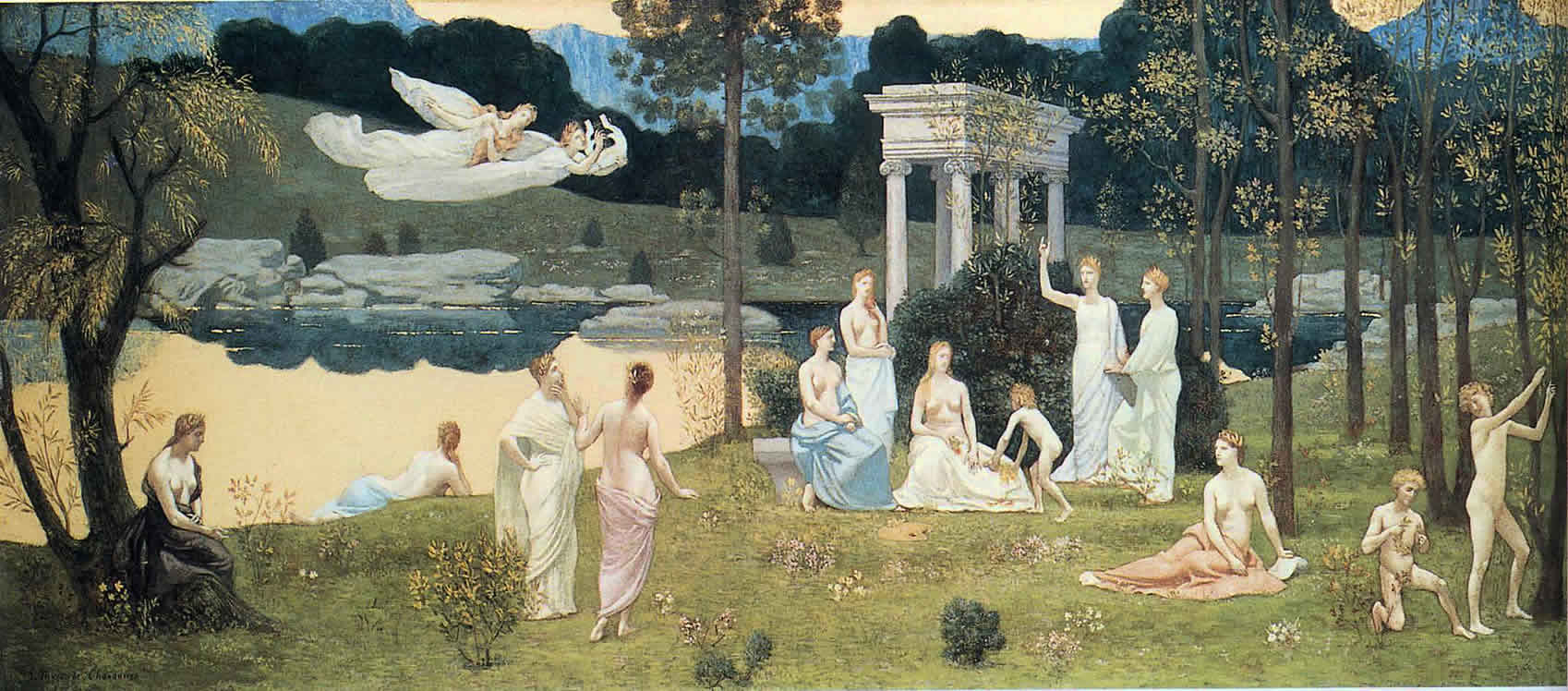
ピエール・ピュヴィス・ド・シャヴァンヌ『9人のムーサと古き3柱のムーサ』（1884年と1889年の間） リヨン美術館所蔵
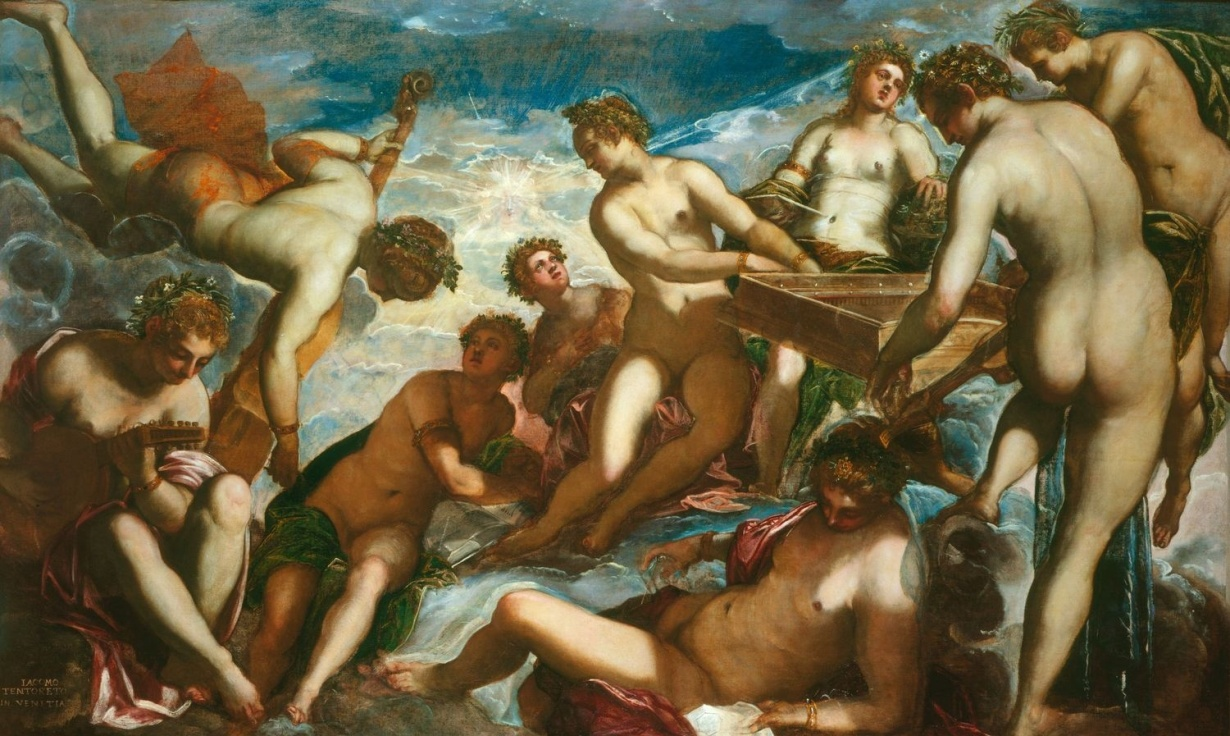
ティントレット『ムーサ』（1578年頃） ケンジントン宮殿所蔵
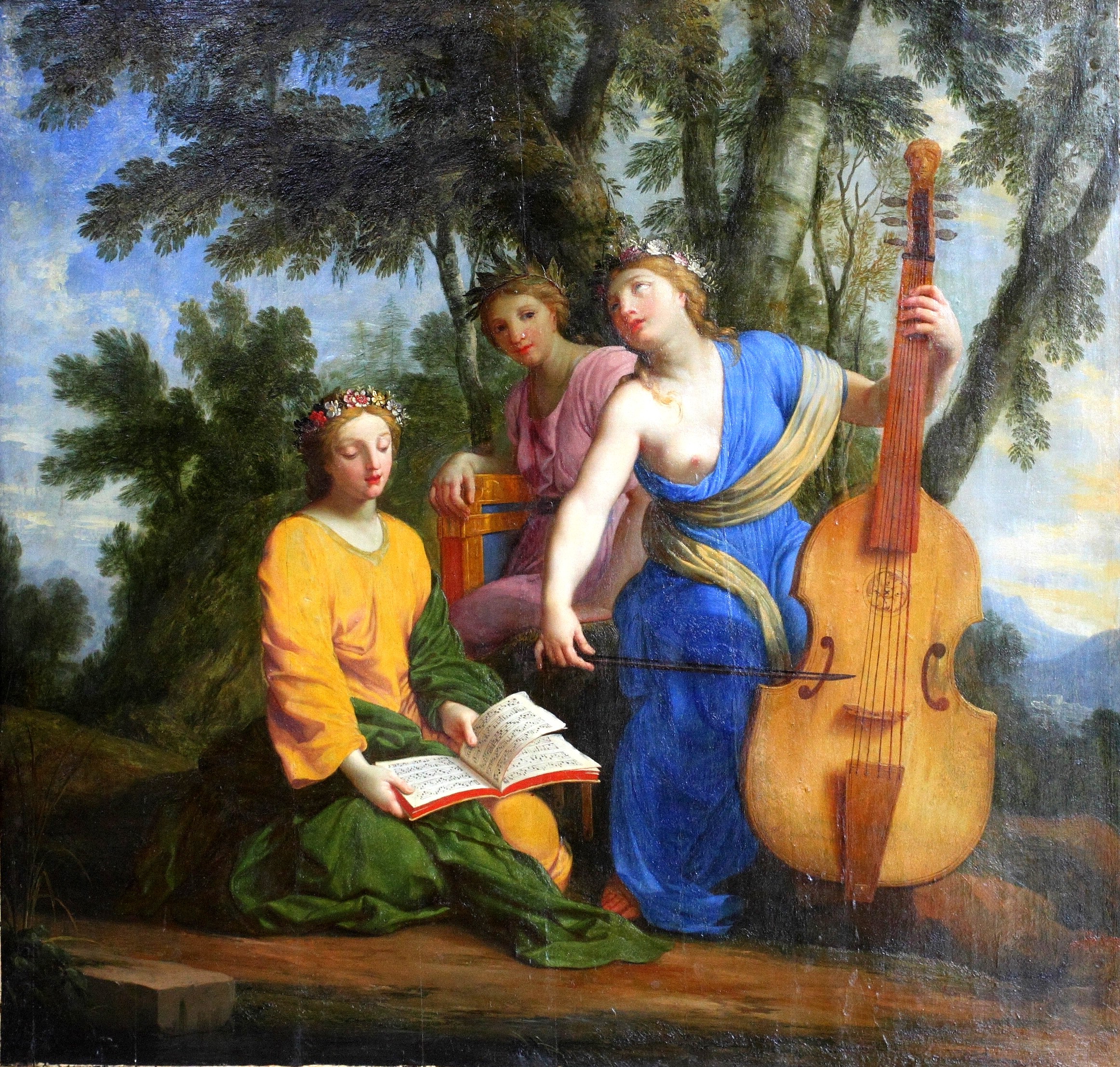
ウスタシュ・ル・シュウール『メルポメネー、エラトー、ポリュヒュムニアー』（1652年と1655年の間） ルーヴル美術館所蔵
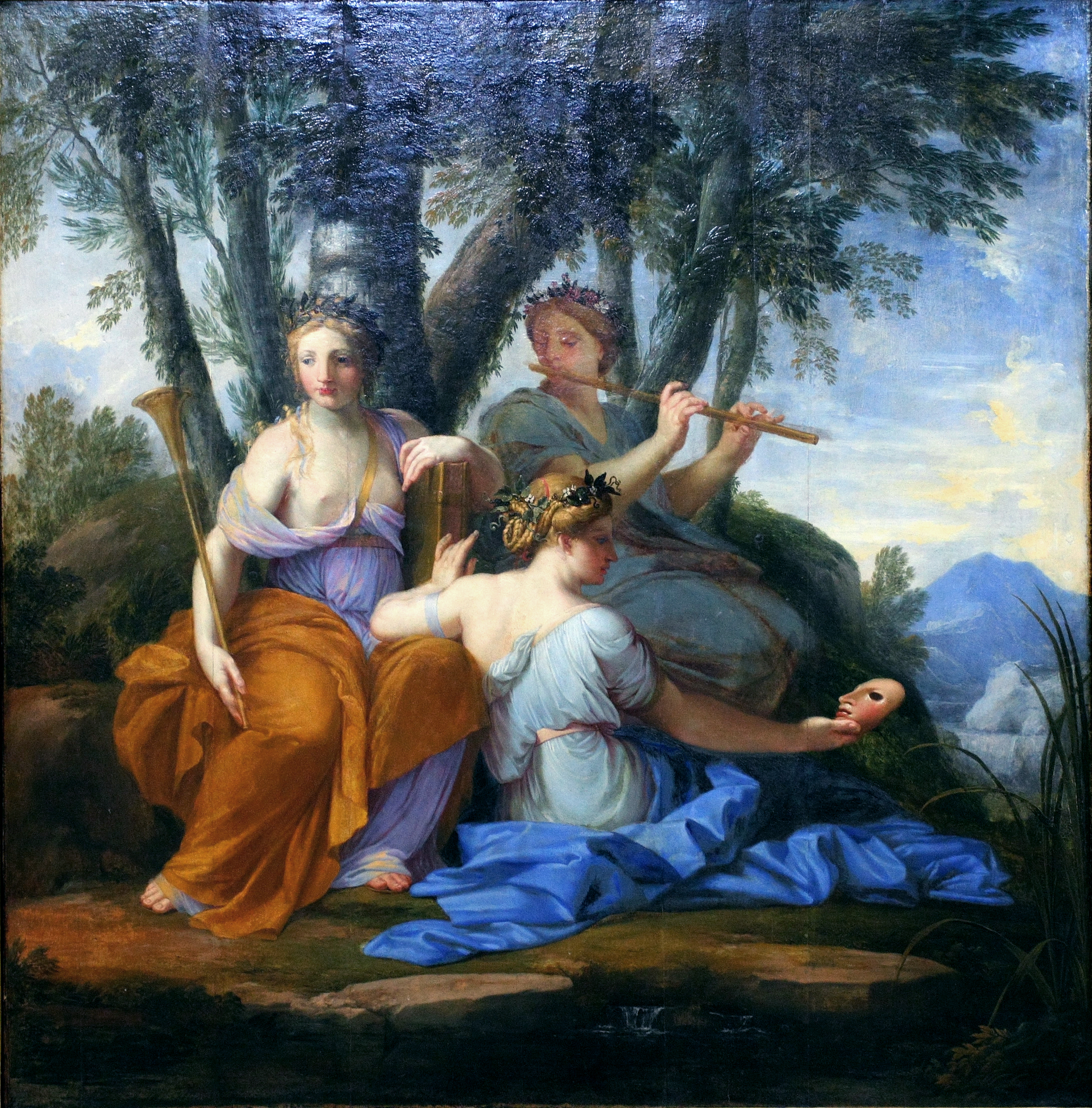
ウスタシュ・ル・シュウール『クレイオー、エウテルペー、タレイア』（1652年と1655年の間） ルーヴル美術館所蔵
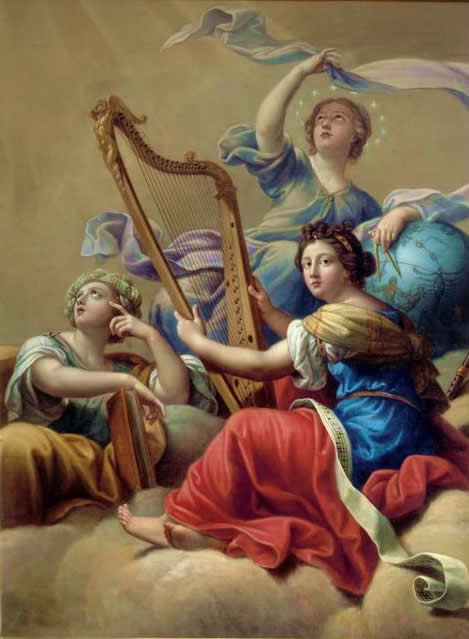
ピエール・ミニャール『カリオペー、ウーラニアー、テルプシコラー』（1746年） フォンテーヌブロー宮殿所蔵
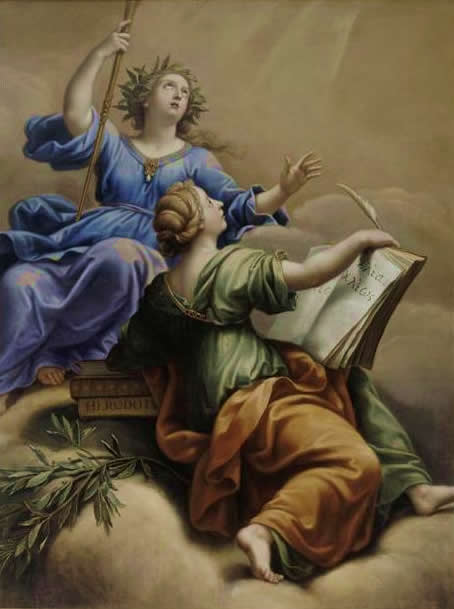
ピエール・ミニャール『エウテルペーとクレイオー』（1746年） フォンテーヌブロー宮殿所蔵
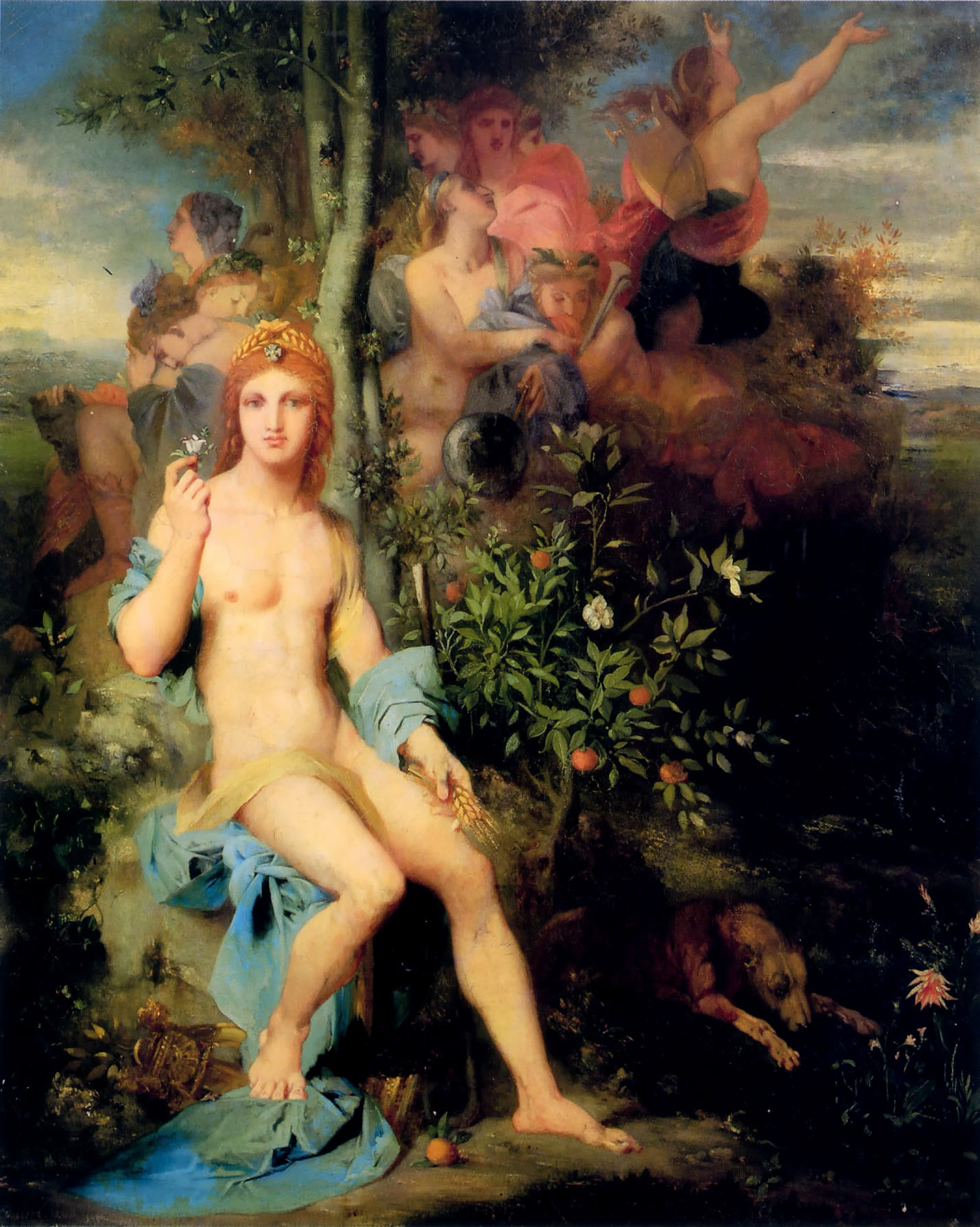
ギュスターヴ・モロー『アポローンと9人のムーサ』（1856年） 個人蔵
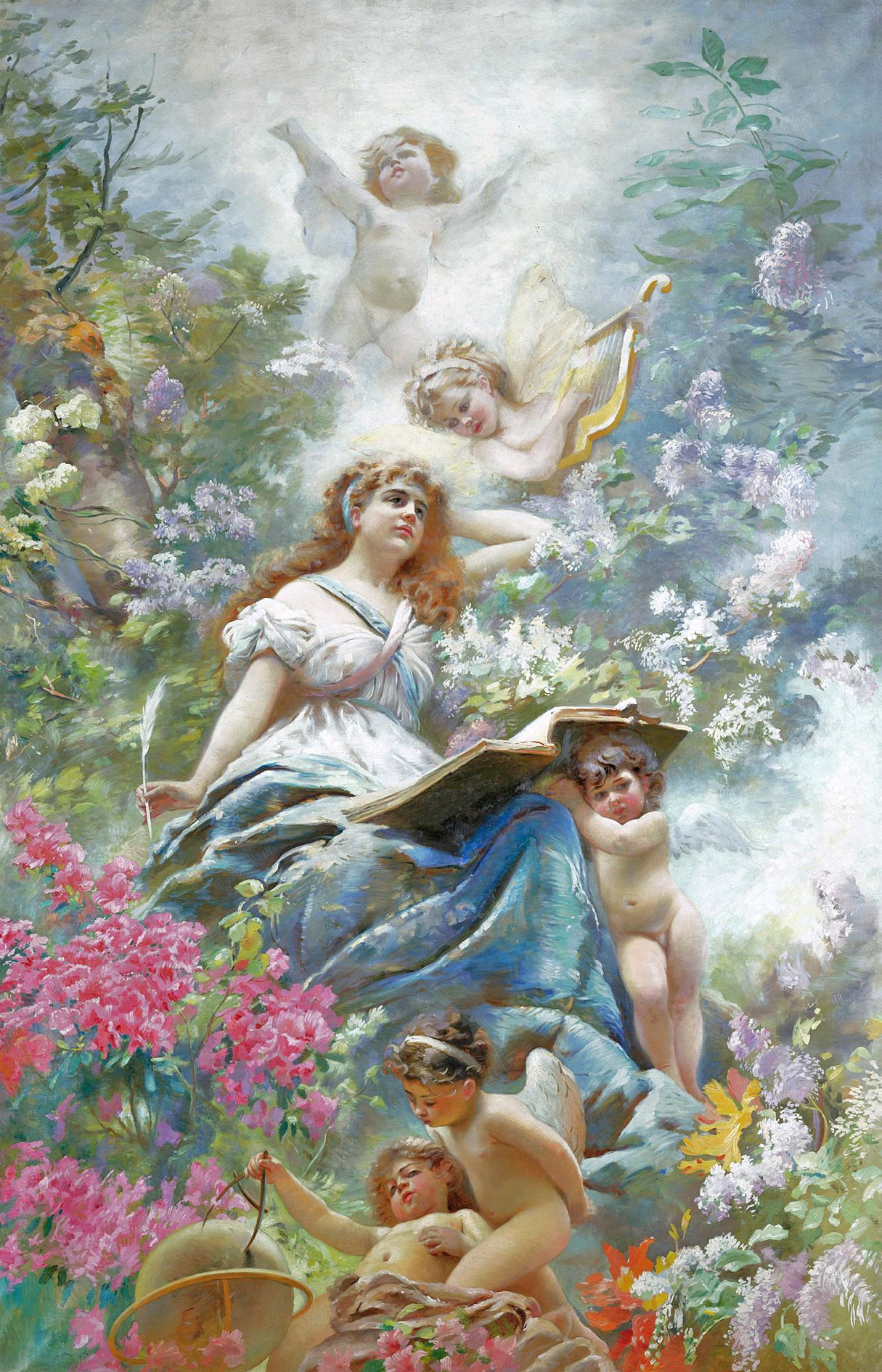
コンスタンチン・マコフスキー『ムーサの詩歌』（1886年） 個人蔵
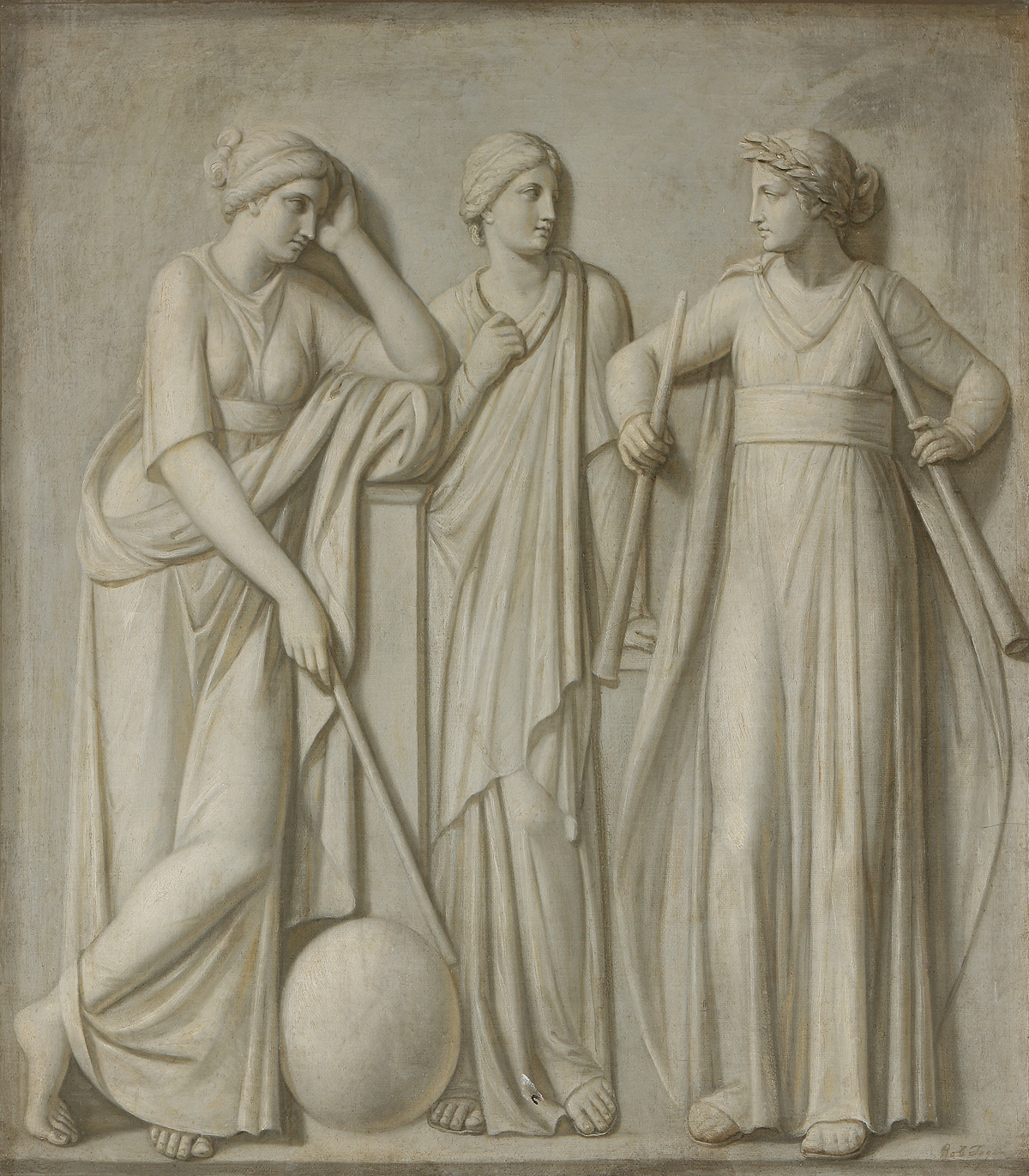
ロバート・ファガン（英語版）『ウーラニアー、エラトー、カリオペー』（1793年と1795年の間） アッティンガム・パーク（英語版）所蔵
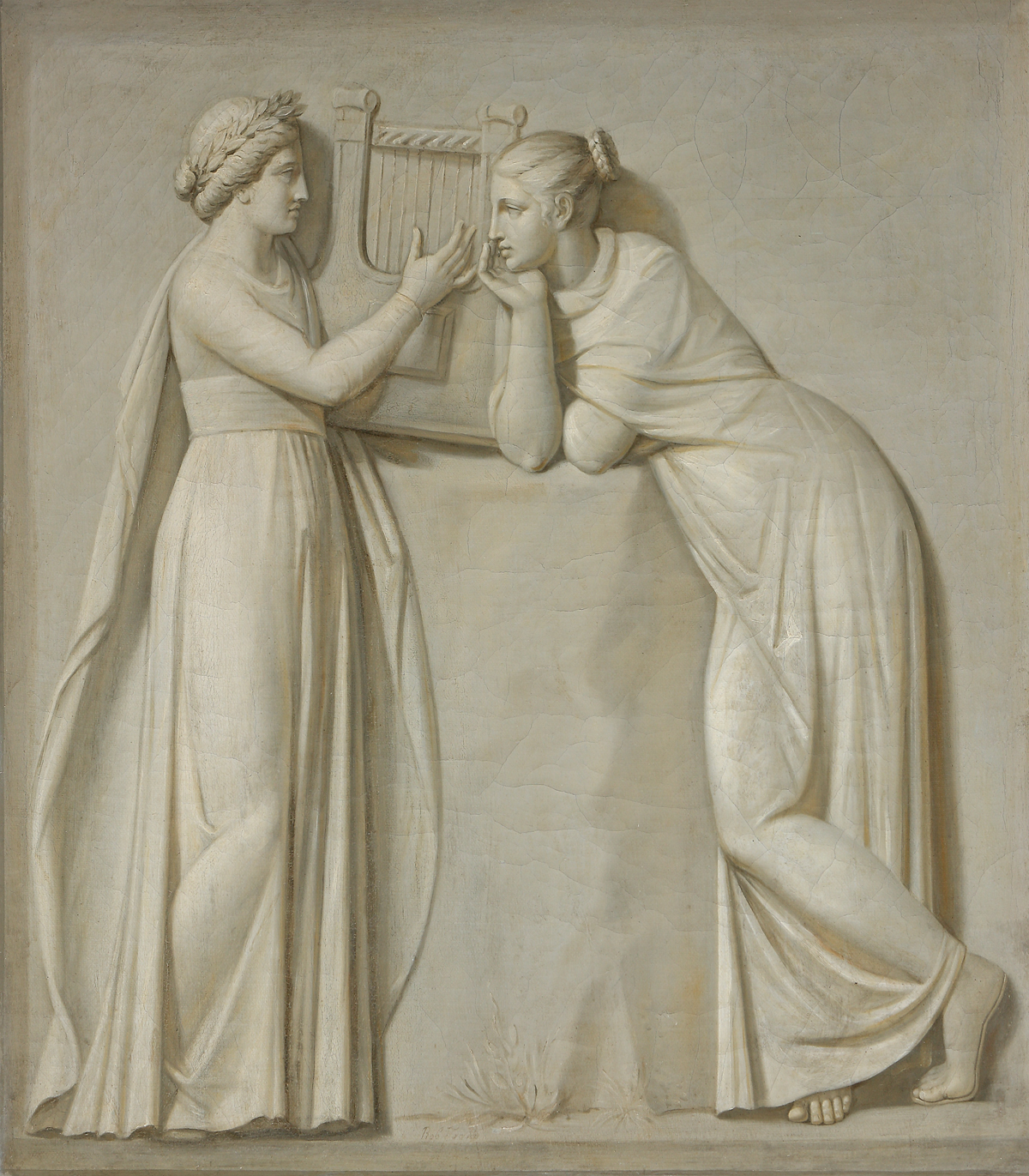
ロバート・ファガン『テルプシコラーとポリュヒュムニアー』（1793年と1795年の間） アッティンガム・パーク所蔵
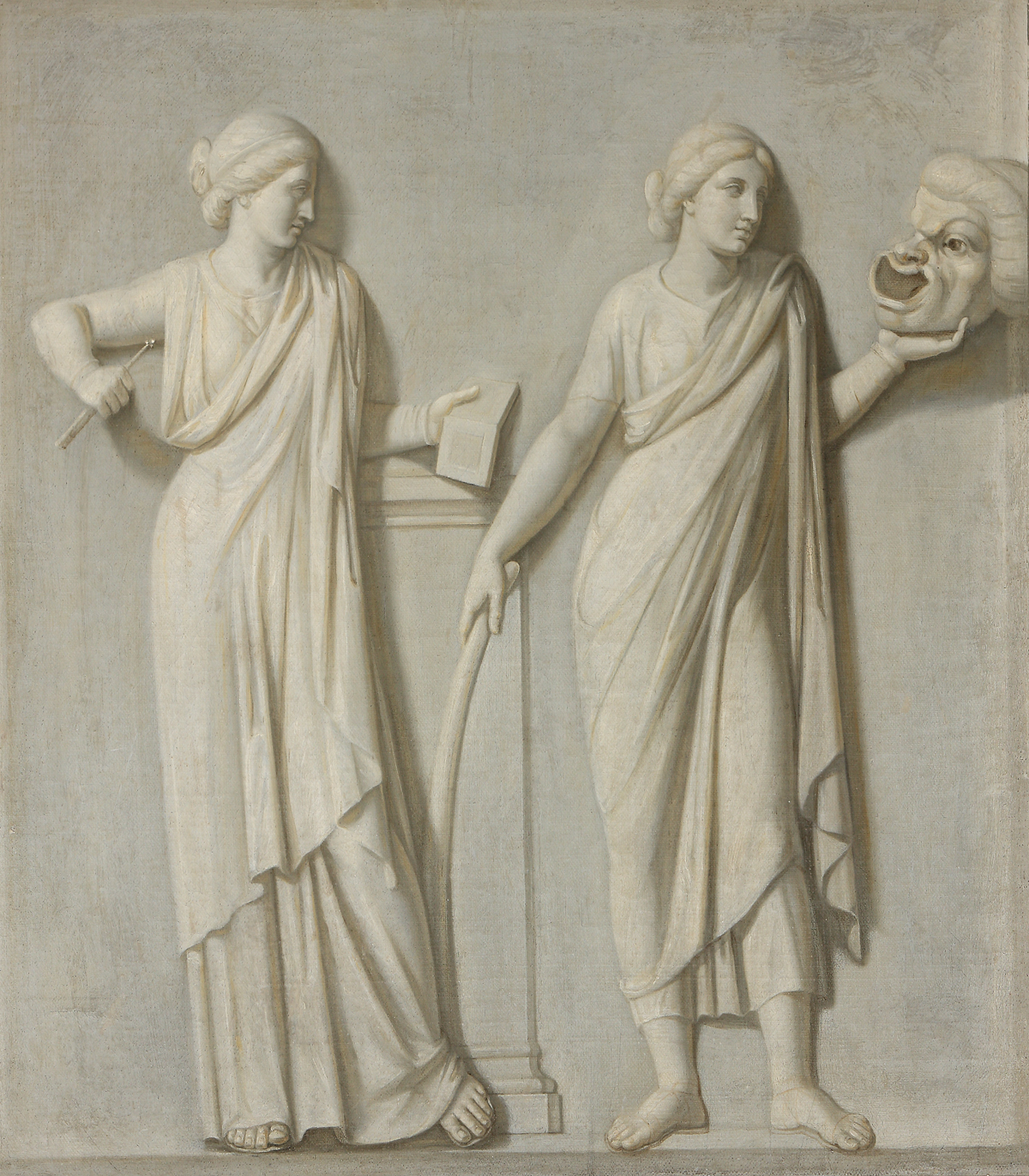
ロバート・ファガン『クレイオーとタレイア』（1793年と1795年の間） アッティンガム・パーク所蔵
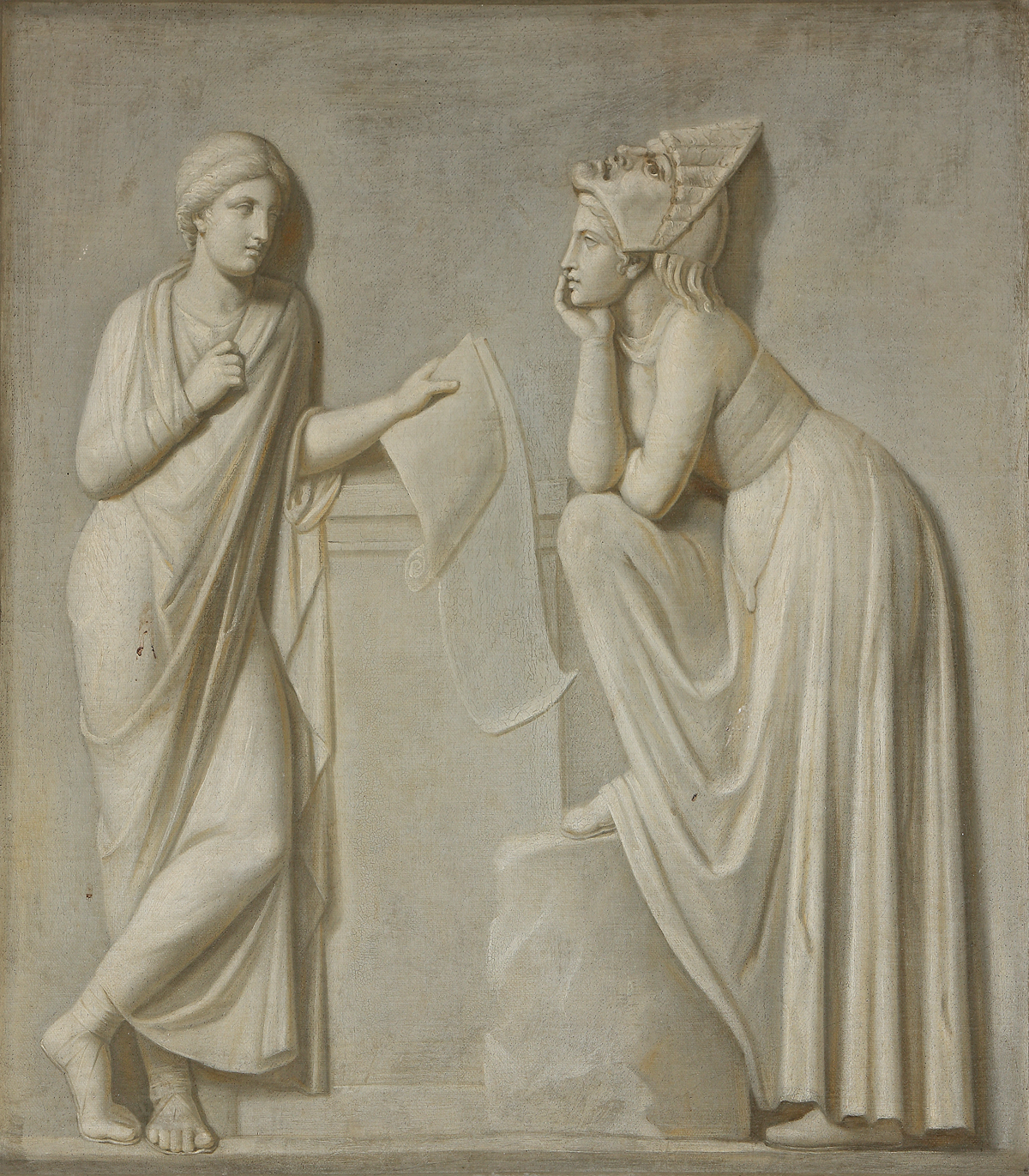
ロバート・ファガン『エウテルペーとメルポメネー』（1793年と1795年の間） アッティンガム・パーク所蔵